# Mali Trn
Mali Trn – wieś w Słowenii, w gminie Krško. W 2018 roku liczyła 32 mieszkańców.